# Hammergaard
Hammergaard som var en gammel præstegård i kommunen, som i 1878 blev solgt. Gården ligger i Hammer Sogn, Kær Herred, Ålborg Amt, Aalborg Kommune. Hovedbygningen er opført i 1906
Hammergaard Gods er på 540,6 hektar med Nordkær

## Ejere af Hammergaard
- (1878-1881) Jens Jensen
- (1881-1903) Ole Nielsen
- (1903-1943) Søren Jensen
- (1943-1990) Forskellige Ejere
- (1990-) Tonny Nielsen